# Krzysztof Dunin-Wąsowicz

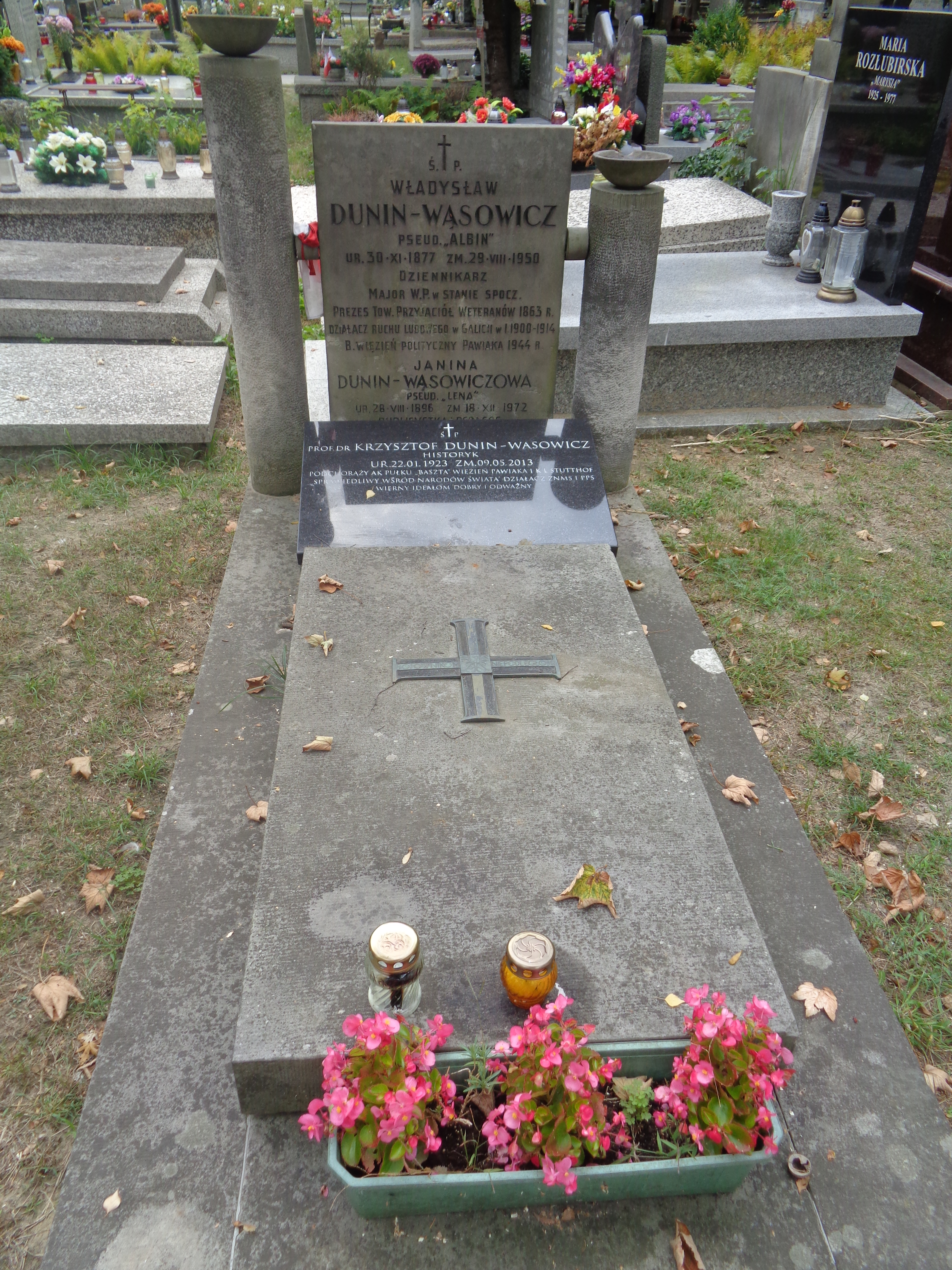
Grób Władysława i Krzysztofa Dunin-Wąsowicza na cmentarzu wojskowym na Powązkach

Krzysztof Dunin-Wąsowicz (ur. 22 stycznia 1923 w Warszawie, zm. 9 maja 2013 tamże) – polski historyk, varsavianista, profesor zwyczajny historii w Instytucie Historii PAN. Sprawiedliwy wśród Narodów Świata.

## Życiorys
Ukończył Gimnazjum i Liceum im. Księcia Józefa Poniatowskiego na Żoliborzu (dziś mieszczące się w Śródmieściu przy ul. Nowolipie 8). Maturę uzyskał jako uczestnik tajnego nauczania. Studiował historię na tajnych kompletach Uniwersytetu Warszawskiego (ukończył je w 1946).
W czasie II wojny światowej żołnierz Armii Krajowej (podchorąży pułku „Baszta” kompania K4). Był członkiem organizacji młodzieży socjalistycznej „Płomienie” i członkiem redakcji pisma „Płomienie” (1941–1944). Współpracownik Rady Pomocy Żydom „Żegota”. Aresztowany 13 kwietnia 1944, po pobycie w alei Szucha i na Pawiaku został wywieziony do obozu koncentracyjnego Stutthof, z którego uciekł podczas ewakuacji w lutym 1945.
Po 1945 działacz Związku Niezależnej Młodzieży Socjalistycznej (m.in. wiceprzewodniczący Komitetu Wykonawczego 1945–1948) i PPS. Uczestnik Klubu Krzywego Koła. W latach 1945–1950 był asystentem na Uniwersytecie Warszawskim, gdzie w 1949 obronił doktorat, oraz równolegle (1946–1949) pracownikiem naukowym Instytutu Pamięci Narodowej przy Prezydium Rady Ministrów. W latach 1950–1954 kustosz w Muzeum Historycznym m.st. Warszawy. Od 1955 samodzielny pracownik naukowy w Instytucie Historii Polskiej Akademii Nauk. Od 1978 był członkiem Rady Naukowej Instytutu. Od 1964 posiadał stopień naukowy profesora nadzwyczajnego, a od 1984 profesora zwyczajnego. Członek redakcji kwartalnika „Dzieje Najnowsze” (od 1969), członek Komitetu Redakcyjnego Polskiego Słownika Biograficznego (od 1972), członek Komitetu Redakcyjnego Encyklopedii Pamięci Narodowej (od 1986), członek prezydium Komisji Historycznej ZBoWiD (1967–1990) oraz Rady Naczelnej ZBoWiD (1985–1990). Był także członkiem Rady Naukowej Żydowskiego Instytutu Historycznego w Warszawie (od 1978). Od 1967 wchodził w skład Głównej Komisji Badania Zbrodni Hitlerowskich w Polsce. W latach 1988–1990 członek Rady Ochrony Pamięci Walk i Męczeństwa. Autor haseł w Polskim Słowniku Biograficznym i Słowniku biograficznym działaczy polskiego ruchu robotniczego.
Po 1989 aktywny działacz Polskiej Partii Socjalistycznej, m.in. w 1995 sekretarz ds. międzynarodowych CKW PPS. W 1999 raniony przez działaczy Ligi Republikańskiej w trakcie lewicowego pochodu 1 maja. Pełnił funkcję przewodniczącego Komisji Historycznej PPS oraz wiceprezesa Towarzystwa Naukowego im. Adama Próchnika.
Wraz z matką Janiną Dunin-Wąsowiczową został odznaczony medalem Sprawiedliwego wśród Narodów Świata. Odznaczony w październiku 2007 przez prezydenta RP Lecha Kaczyńskiego Krzyżem Komandorskim z Gwiazdą Orderu Odrodzenia Polski za bohaterską postawę i niezwykłą odwagę wykazaną w ratowaniu życia Żydom podczas II wojny światowej.
Autor 22 książek i 420 prac naukowych (artykuły, recenzje, biogramy) z dziedziny historii Polski i historii powszechnej II połowy XIX i XX wieku.
Został pochowany na Cmentarzu Wojskowym na Powązkach (kwatera C15-1 dod.-9).

## Rodzina
Syn Władysława, ojciec Stefana Dunin-Wąsowicza i Pawła Dunin-Wąsowicza.

## Nagrody i odznaczenia
- Nagroda tygodnia Polityka za najlepszą książkę historyczną (1967, 1980)
- Nagroda Sekretarza Naukowego Polskiej Akademii Nauk (1979, 1985)
- Nagroda Prezydenta m.st. Warszawy (1985)
- Krzyż Komandorski z Gwiazdą Orderu Odrodzenia Polski (2007)[12]
- Krzyż Komandorski Orderu Odrodzenia Polski (1998)[11]
- Krzyż Kawalerski Orderu Odrodzenia Polski
- Złoty Krzyż Zasługi
- Medal za Warszawę 1939–1945
- Medal Zwycięstwa i Wolności 1945
- Brązowy Medal „Za zasługi dla obronności kraju”
- Odznaka Grunwaldzka
- Odznaka honorowa „Za Zasługi dla Warszawy”
- Odznaka „Zasłużony Działacz Kultury”
- Medal Sprawiedliwy wśród Narodów Świata

## Wybrane publikacje
- Czasopiśmiennictwo ludowe w Galicji (1952)
- Dzieje Stronnictwa Ludowego w Galicji (1957)
- Obóz koncentracyjny Stutthof (1966)
- Warszawa w pierwszej wojnie światowej (1974)
- Ruch oporu w hitlerowskich obozach koncentracyjnych (1979)
- Warszawa w latach 1939–1945 (1984)
- Francuska opinia publiczna wobec sprawy polskiej i Polaków w latach 1885–1894 (1987)